# Józef Szostakowski
Józef Szostakowski ps. Janusz Bielski (lit. Juzef Šostakovski; ur. 1 lipca 1953 w Lubieliszkach w rejonie wileńskim) – polski poeta, dziennikarz i działacz kulturalny działający na Wileńszczyźnie, doktor nauk humanistycznych w zakresie bibliologii. 

## Życiorys
W latach 1960–1971 uczył się w Jotajniskiej Szkole Średniej, a następnie w latach 1971–1976 odbył studia polonistyczne i historyczne w Wileńskim Państwowym Instytucie Pedagogicznym. W trakcie studiów, w 1974, rozpoczął współpracę jako korespondent z polskojęzycznym dziennikiem „Czerwony Sztandar”, w którym później został etatowym dziennikarzem. Także w czasie studiów zadebiutował jako poeta, a swoje wiersze publikował nie tylko na Litwie, ale także z czasem w Polsce. Występował jako aktor w Polskim Zespole Dramatycznym przy Wileńskim Klubie Pracowników Medycyny.
W 2000 na Uniwersytecie Warszawskim obronił rozprawę doktorską nt. "Prasa w języku polskim na Litwie w okresie od września 1939 do 1964 roku", której promotorem był prof. Wojciech Podgórski.
Po zmianach ustrojowych na Litwie i usamodzielnieniu się tamtejszej prasy pracował w „Kurierze Wileńskim” (1990-1994), tygodniku Związku Polaków na Litwie „Naszej Gazecie” (1994-1995). W latach 1998–2000 współredagował dwutygodnik „Znad Wilii”, stworzony przez Romualda Mieczkowskiego i Czesława Okińczyca. Po przekształceniu tego czasopisma w kwartalnik, nadal z nim stale współpracuje. Poza pracą dziennikarską wykładał także na polonistyce w Litewskim Uniwersytecie Edukologicznym (obecnie Akademia Oświaty Uniwersytetu Witolda Wielkiego). Jest członkiem Stowarzyszenia Naukowców Polaków Litwy. Pracuje jako przewodnik po Wilnie. Jest pracownikiem Muzeum im. Wł. Syrokomli w Borejkowszczyźnie. 
W 2016 odznaczony przez Prezydenta RP Krzyżem Kawalerskim Orderu Zasługi Rzeczypospolitej Polskiej. 

## Publikacje[5]
- Józef Szostakowski, Nie ucz się domu, Warszawa 1992 (Oficyna Literatów i Dziennikarzy „Pod Wiatr”)
- Józef Szostakowski, Czerwone gile, Warszawa 1994 (Oficyna Literatów i Dziennikarzy „Pod Wiatr”)
- Józef Szostakowski, Wiersze z listów, Berlin 1994
- Józef Szostakowski, Między wolnością a zniewoleniem. Prasa w języku polskim na Litwie w okresie od września 1939 do 1964 roku, Wilno-Warszawa 2004
- Józef Szostakowski, Śladami pamięci, Muzeum Władysława Syrokomli, Wilno 2012
- Podwileńskie bajanie. Legendy, podania, bajki z okolic Wilna, wybór, komentarze oraz opracowanie literackie Józef Szostakowski, Muzeum Władysława Syrokomli, Wilno 2017